# Matriu simètrica
Una matriu simètrica és una matriu quadrada {\displaystyle A=(a_{i,j})\in {\mathcal {M}}_{n\times n}} de n×n elements i que satisfà que {\displaystyle a_{i,j}=a_{j,i}} per a tot {\displaystyle i,j\in \{1,2,3,\dots ,n\}} .
Això és, que té la forma següent:
{\displaystyle A={\begin{pmatrix}a_{1,1}&a_{1,2}&a_{1,3}&\cdots &a_{1,n}\\a_{1,2}&a_{2,2}&a_{2,3}&\cdots &a_{2,n}\\a_{1,3}&a_{2,3}&a_{3,3}&\cdots &a_{3,n}\\\vdots &\vdots &\vdots &\ddots &\vdots \\a_{1,n}&a_{2,n}&a_{3,n}&\cdots &a_{n,n}\\\end{pmatrix}}}
Notem que la simetria és respecte a la diagonal principal i que si {\displaystyle A} és una matriu simètrica, la seva matriu transposada {\displaystyle A^{T}} també ho és i {\displaystyle A=A^{T}}.
Per exemple, una matriu simètrica A quan n=3 pot ser:
{\displaystyle A={\begin{pmatrix}1&2&3\\2&0&5\\3&5&6\\\end{pmatrix}}}

## Propietats
Un dels teoremes bàsics sobre aquest tipus de matrius és el teorema espectral de dimensió finita, que diu que tota matriu simètrica tals que les seves entrades siguin reals pot ser diagonalitzada per una matriu ortogonal. En altres paraules, si {\displaystyle A} és una matriu simètrica amb entrades reals, aleshores existeix una matriu {\displaystyle O} tal que {\displaystyle O^{T}O=Id} i {\displaystyle O^{T}AO=D} és una matriu diagonal. Aquest és un cas especial d'una matriu hermítica.